# 리선권
리선권(李善權, 생년 미상 ~ )은 조선민주주의인민공화국의 정치인이다. 내각 조국평화통일위원회 위원장 겸 조선민주주의인민공화국 외무상 조선로동당 중앙위원회 위원이다.

## 경력

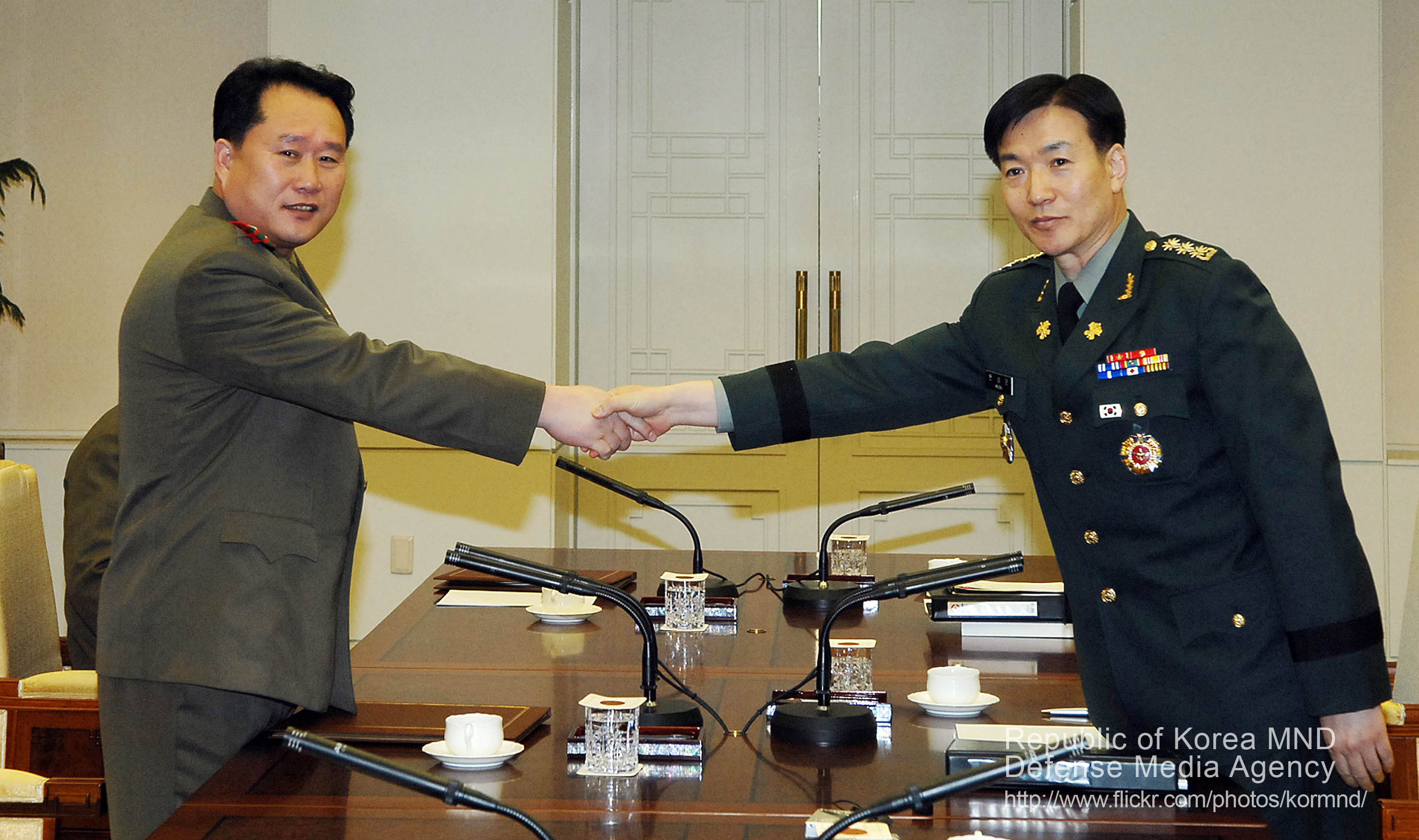
문상균(대령, 오른쪽) 국방부 북한정책과장과 리선권(대좌) 북측대표가 환담에 앞서 악수하고 있다

조선 인민군 상좌로 2004년 6월부터 2006년 10월까지 남북군사실무회담에 북측 대표로 참석했다. 이후 2006년부터 2008년까지 제4~7차 남북장성급 군사회담과 제29~35차 남북군사실무회담에 북측대표로 참석했다. 2010년 3월 개성공업지구 3통 문제 해결을 위한 남북실무접촉 북측 수석대표를 맡기도 했다.
2010년 3월 인민군 대좌로 승진했으며, 같은해 5월 남북군사당국자접촉에서 조국평화통일위원회 위원장 자격으로 북측대표를 맡았다. 2011년 2월까지 제38~39차 남북군사실무회담에 북측 수석대표로 참석했으며 2013년과 2014년에는 개성공단 남북공동위원회 통행통신통관 분과위원회에서 활동했다.
2014년 2월 제1~4차 회의 북측 위원장과 2014년 10월에 열린 남북고위급접촉에서 북측대표로 나왔다. 2017년 4월 최고인민회의 외교위원회 위원으로 임명되었고, 2018년 4월 조선로동당 제7차 대회 제3차 전원회의에서 조선로동당 중앙위원회 후보위원으로 선출되었다.
2018년 1월 김정은 국무위원장이 신년사를 통해 남북관계 개선 의지를 밝힘에 따라 판문점에서 열린 남북 고위급 회담에 북측 대표로 나와 남측 대한민국의 조명균 통일부 장관과 회담했다. 이후 2월초 북측 고위급 대표단으로 일원으로 김영남, 김여정 등과 함께 2018년 평창 동계 올림픽 개막식에 참석하였다. 이후 폐막식에 김영철 등과 다시 방문했다.
2020년 4월에 열린 최고인민회의와 로동당 중앙위원회 정치국회의에서 각각 국무위원으로 임명, 정치국 후보위원으로 선출되었다.

## 발언 논란
- 2018년 9월, 남북정상회담 중 대기업 총수들에게 "냉면이 목구멍으로 넘어가느냐"라는 핀잔을 주었다고 정진석 자유한국당 의원이 전했다. 이에 대해 조명균 통일부 장관은 "비슷한 얘기를 들었다"고 답하였다.[3] 그러나 홍영표 더불어민주당 원내대표는 "참석했던 기업 총수 서너 명에게 직접 연락해보니 그런 이야기를 들은 적 없다고 확인했다"고 하였고, 야당은 기업에 재갈 물리기라고 반발하였다. 사실관계 공방이 뜨거워지자, 조명균 장관은 "얼핏 이야기를 들은 것"이라고 말을 흐렸다. 한편 현장에 있었던 손경식 경총 회장과 박용만 대한상의 회장은 "냉면 발언을 들은 적 없다"고 했고, 이재용 삼성전자 부회장과 최태원 SK 회장 측은 "확인할 수 없다"고 답했다.[4] MBC의 취재 결과로는, 실제 발언은 "뭘 하신 게 있다고 더 드십니까"인 걸로 확인되었다. 수위는 좀 낮지만, 비꼬는 말투라는 지적이 나온다.[5] 서훈 국정원장은 "사실이라면 무례하고 용납할 수 없는 일이다. 분명히 짚어야 할 문제"라고 지적했다.[6]
- 2018년 10월, 남북고위급회담에 2~3분 정도 지각한 조명균 통일부 장관이 시계가 고장나서 늦었다고 밝히자, "시계도 관념이 없으면 주인 닮아서 저렇게 된다"라고 발언하였다.[7]
- 2018년 10월, 10.4 선언 11주년 기념식 참석을 위해 방북한 김태년 더불어민주당 정책위의장에게는 "배 나온 사람한테 예산을 맡기면 안 된다"라고 독설에 가까운 농담을 하였다. 김태년 의장은 이 말을 별 의미 없는 술자리 농담 정도로 여기고 배석자들과 웃어넘긴 것으로 전해졌다. 그러나 민간 방북단이 방북 전에 '북측 인사와 만났을 때 말을 조심해야 한다'고 교육받은 것을 고려했을 때, 리 위원장의 발언을 무례하다고도 볼 수 있다.[8]